# Farmington (Contea di Jefferson, Wisconsin)
Farmington è un comune degli Stati Uniti, situato in Wisconsin, nella Contea di Jefferson.